# Cenochlora
Cenochlora là một chi bướm đêm thuộc họ Geometridae.

## Các loài
- Cenochlora quieta (Lucas, 1892)